# Пламен Студенков
Пламен Иванов Студенков е български офицер, генерал-майор.

## Биография
Роден е на 2 ноември 1952 г. в габровското село Сенник. Завършва средно образование през 1970 г. в Севлиево. От 1970 до 1974 г. учи във Висшето военно училище във Велико Търново, мотострелкови профил.
След това е назначен за командир на взвод във военното училище. Същата година става член на БКП. От 1976 до 1979 г. е командир на курсантска рота. Учи във Военната академия в София от 1979 до 1981 г.
След това е назначен в поделение 22870 в София. През август 1982 г. става старши помощник-началник на отдел. В периода 1 май 1990 – 31 юли 1991 г. е началник на сектор. От 1996 до 1999 г. е аташе по отбраната в Анкара.
На 6 декември 2001 г. е назначен за заместник-директор на служба „Военна информация“ и е удостоен с висшето военно звание бригаден генерал. На 8 февруари 2002 г. е освободен от длъжността заместник-директор на служба „Военна информация“ и е назначен за директор на службата. На 25 април 2003 г. е удостоен с висше военно звание генерал-майор.
На 4 май 2005 г. и на 25 април 2006 г. е преназначен на длъжността, на последната дата считано от 1 юни 2006 г. От 1 юли 2009 г. длъжността е преименувана на директор.
На 30 юли 2010 г. генерал-майор Пламен Студенков е освободен от длъжността директор на служба „Военна информация“ и от военна служба, считано от 1 септември 2010 г.
Според комисията по досиетата е щатен служител на Разузнавателното управление на Генералния щаб.

## Военни звания
- Лейтенант (1974)
- Бригаден генерал (6 декември 2001)
- Генерал-майор (25 април 2003)